# Semboku Rapid Railway
La Semboku Rapid Railway Co.,Ltd (泉北高速鉄道株式会社, Senboku Kōsoku Tetsudō Kabushiki Gaisha), communément appelée Semboku, était une compagnie ferroviaire privée qui exploitait une ligne de chemin de fer dans la préfecture d'Osaka au Japon.

## Histoire
La Semboku Rapid Railway a été créée le 24 décembre 1965 sous le nom Osaka Prefectural Urban Development Co., Ltd. pour exploiter l'actuelle ligne Semboku Rapid Railway. Elle a été absorbée par la compagnie Nankai le 1er avril 2025.

## Réseau
Le réseau se compose d'une seule ligne.
| Ligne                       | Nom japonais   | Terminus              | Longueur (km) | Gares |
| --------------------------- | -------------- | --------------------- | ------------- | ----- |
| Ligne Semboku Rapid Railway | 泉北高速鉄道線 | Nakamozu - Izumi-Chūō | 14,3          | 6     |

## Matériel roulant

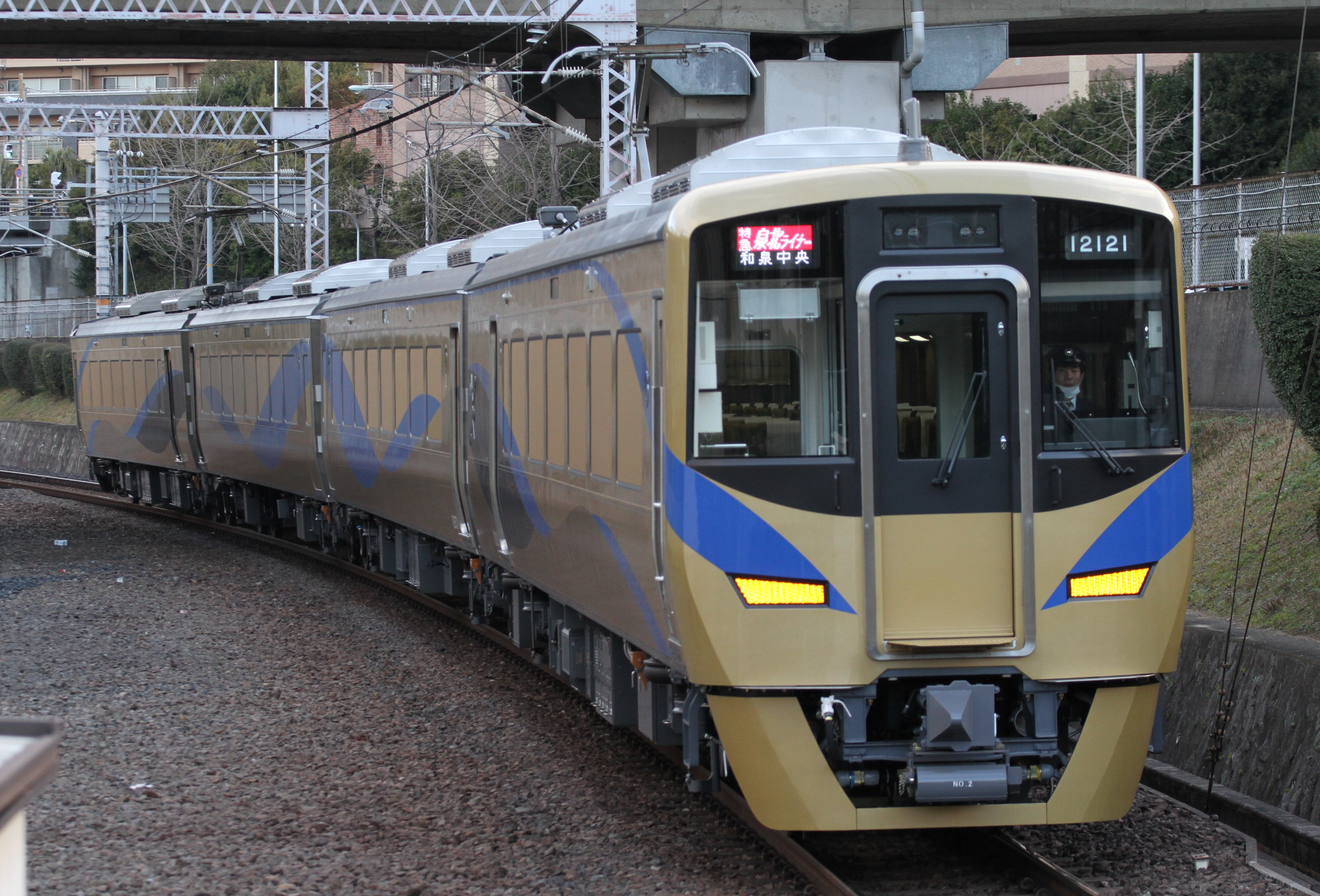
Semboku série 12000 (Semboku Liner)
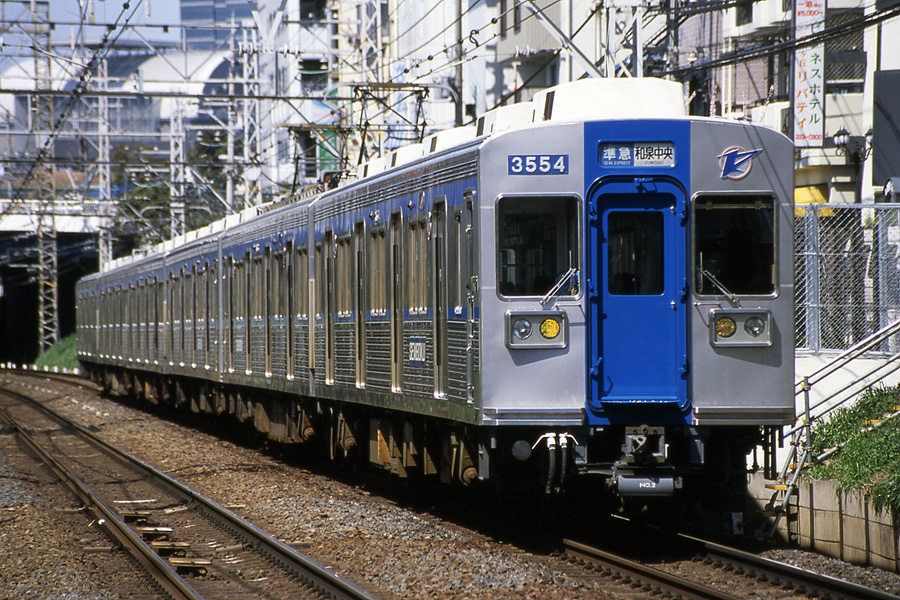
Semboku série 3000
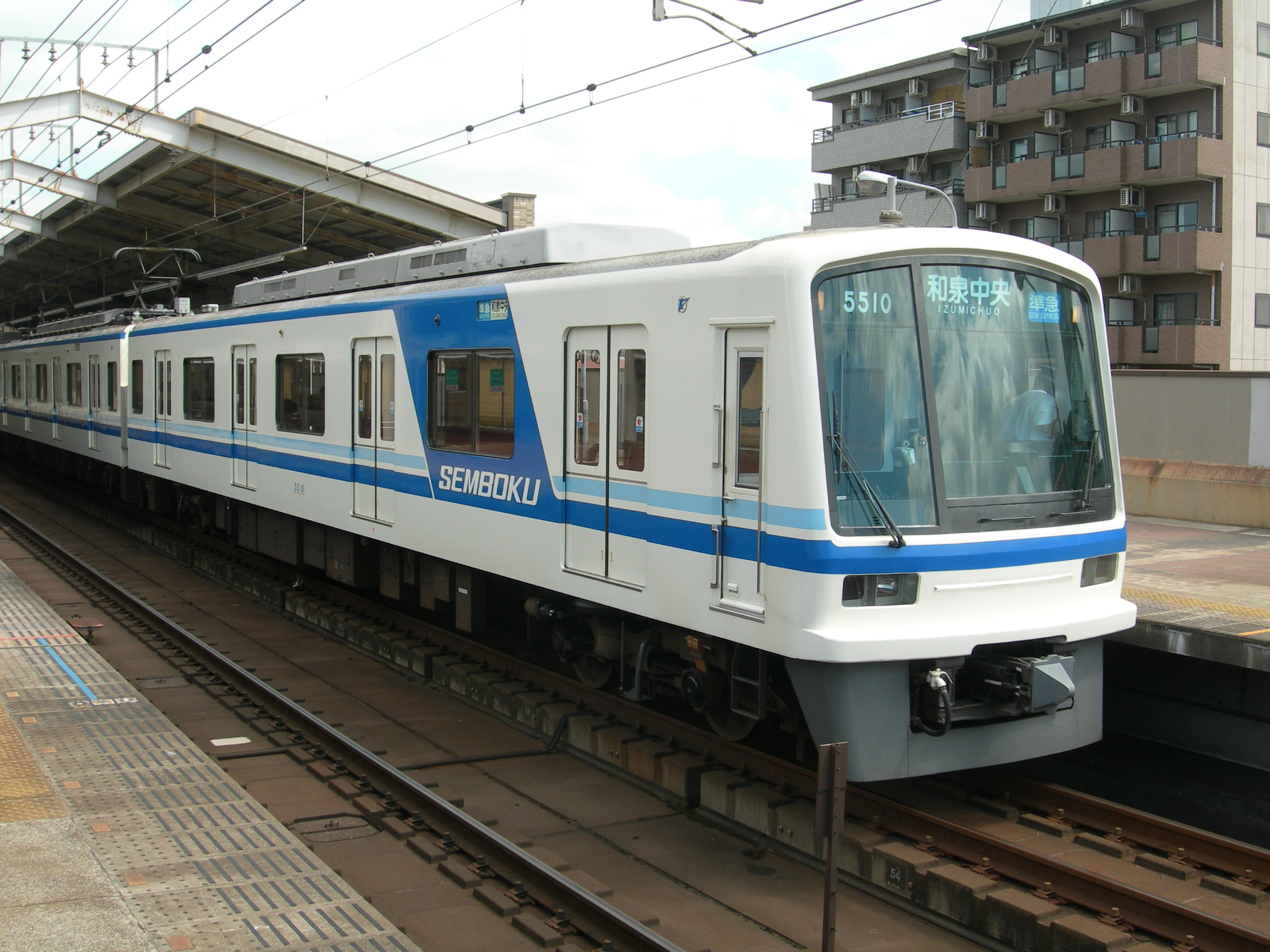
Semboku série 5000
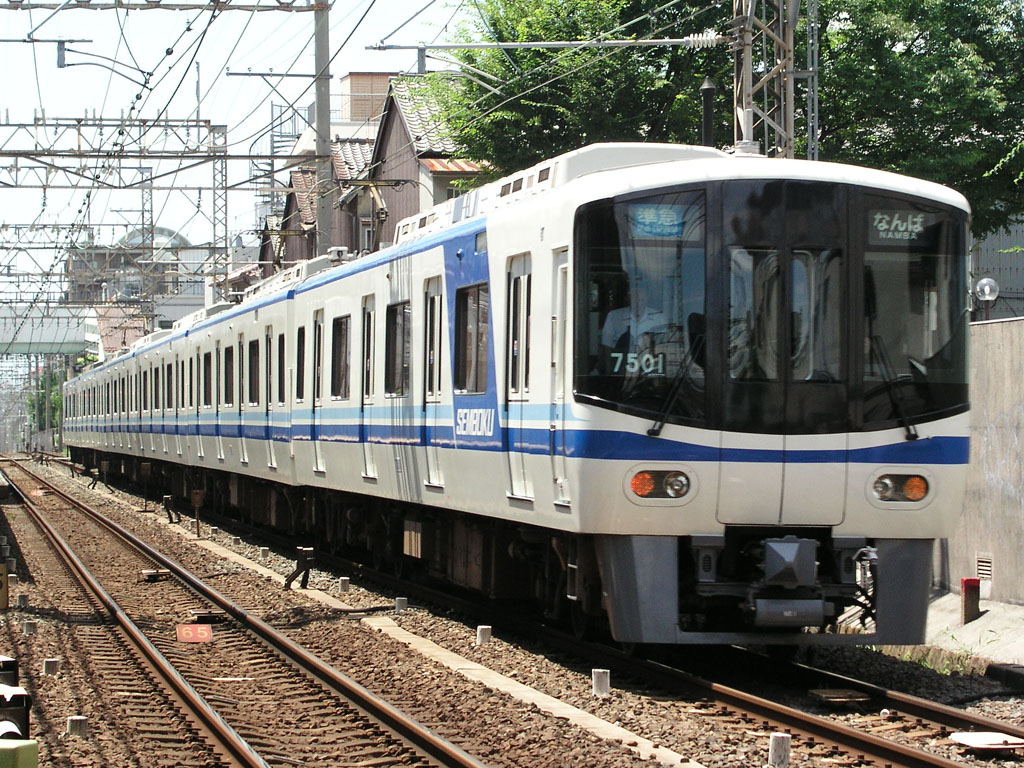
Semboku série 7000
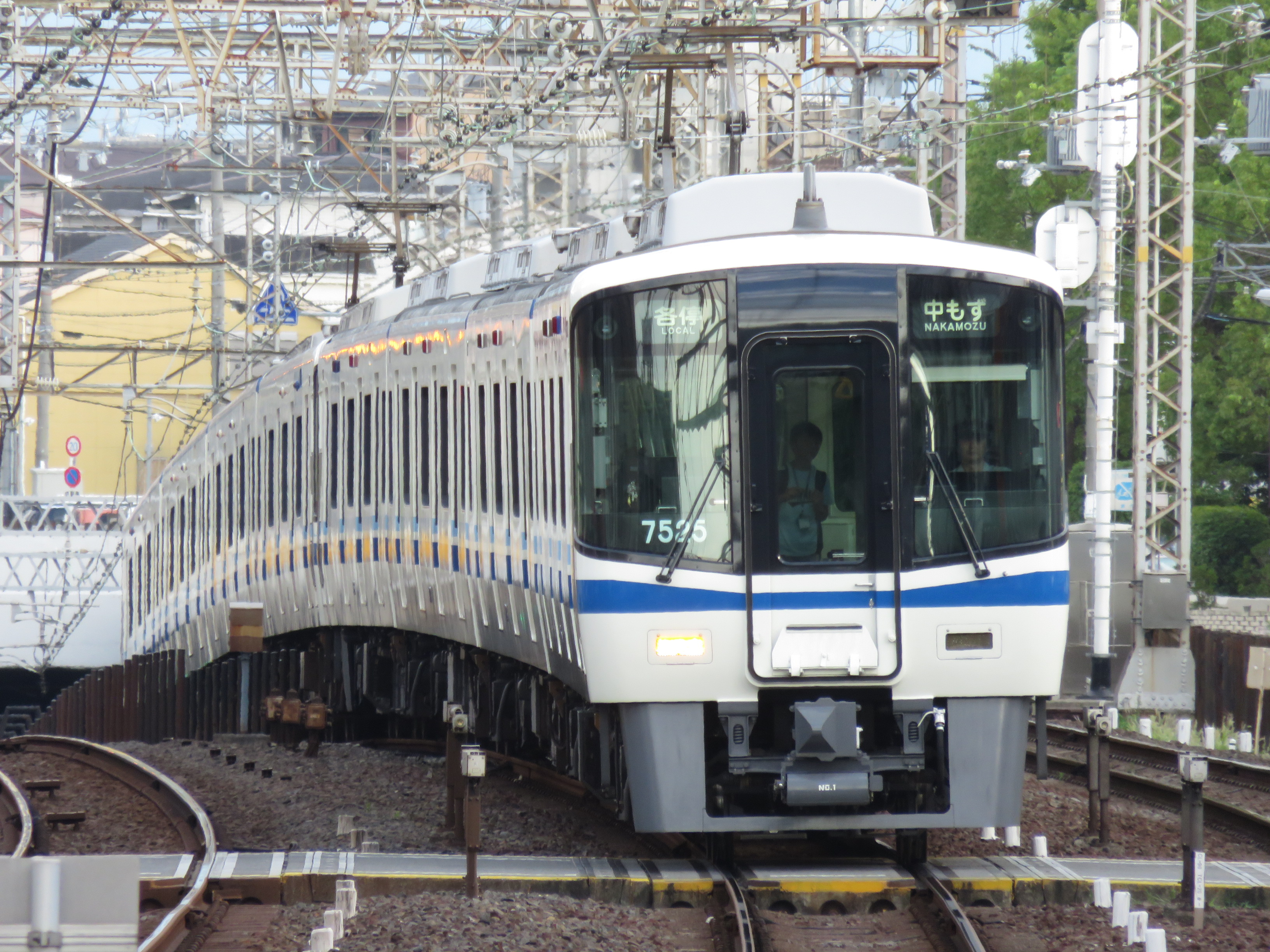
Semboku série 7020